# Юледурское сельское поселение
Юледурское сельское поселение — муниципальное образование (сельское поселение) в составе Куженерского района Марий Эл Российской Федерации.
Административный центр поселения — село Юледур.

## История
Статус и границы сельского поселения установлены Законом Республики Марий Эл от 18 июня 2004 года № 15-З «О статусе, границах и составе муниципальных районов, городских округов в Республике Марий Эл».

## Население
| 2010  | 2011  | 2012  | 2013  | 2014  | 2015  | 2016  | 2017  | 2018  |
| ----- | ----- | ----- | ----- | ----- | ----- | ----- | ----- | ----- |
| 1845  | ↘1840 | ↘1777 | ↘1750 | ↘1736 | ↘1694 | ↘1690 | ↘1672 | ↘1627 |
| 2019  | 2020  | 2021  | 2023  |       |       |       |       |       |
| ↘1566 | ↘1511 | ↘1432 | ↘1385 |       |       |       |       |       |

## Состав поселения
В состав сельского поселения входят 13 деревень и одно село:
| №  | Населённый пункт | Тип населённого пункта       | Население |
| -- | ---------------- | ---------------------------- | --------- |
| 1  | Большой Ляждур   | деревня                      | 269       |
| 2  | Верхний Нольдур  | деревня                      | 169       |
| 3  | Ивансола         | деревня                      | 195       |
| 4  | Игисола          | деревня                      | 137       |
| 5  | Нижний Регеж     | деревня                      | 70        |
| 6  | Кораксола        | деревня                      | 48        |
| 7  | Купсола          | деревня                      | 168       |
| 8  | Малый Ляждур     | деревня                      | 97        |
| 9  | Малая Олма       | деревня                      | 13        |
| 10 | Мари-Олма        | деревня                      | 88        |
| 11 | Нижний Нольдур   | деревня                      | 53        |
| 12 | Нижний Сеснур    | деревня                      | 0         |
| 13 | Олма-Шойская     | деревня                      | 1         |
| 14 | Юледур           | село, административный центр | 513       |

В 2023 году деревня Русский Ляждур включена в состав села Юледур.
В 2025 году деревня Верхний Регеж включена в состав деревни Нижний Регеж.